# Гренвилл, Джордж
Джордж Гренвилл (англ. George Grenville, 14 октября 1712 — 13 ноября 1770) — британский государственный деятель.

## Биография
Джордж Гренвилл в 1762—1763 годах кратковременно занимал должность Первого лорда Адмиралтейства.
Проработав в правительстве в течение относительно короткого периода в 7 лет, стал Премьер-министром Великобритании (1763—1765). Стараясь поправить финансы государства, он провел знаменитый билль о гербовой пошлине, послуживший первым поводом к неудовольствию североамериканских колоний против метрополии. Вигам удалось воспользоваться этим обстоятельством, и в 1765 году Гренвилл должен был уступить свое место маркизу Роккингему.
Джордж Гренвилл был одним из немногих премьер-министров (среди которых также Уильям Питт младший, Уинстон Черчилль, Джордж Каннинг, Спенсер Персиваль и Уильям Гладстон), никогда не принимавших звания пэра.